# Élections législatives de 1962 dans le Loiret
Les élections législatives françaises de 1962 se déroulent les 18 et 25 novembre 1962. Dans le département du Loiret, quatre  députés sont à élire dans le cadre de quatre circonscriptions.

## Élus
| Circonscription | Député sortant  | Parti | Parti | Député élu ou réélu | Parti | Parti   |
| --------------- | --------------- | ----- | ----- | ------------------- | ----- | ------- |
| 1re             | Henri Duvillard |       | UNR   | Henri Duvillard     |       | UNR-UDT |
| 2e              | Pierre Gabelle  |       | MRP   | Louis Sallé         |       | UNR-UDT |
| 3e              | Pierre Charié   |       | UNR   | Pierre Charié       |       | UNR-UDT |
| 4e              | Robert Szigeti  |       | Rad   | Xavier Deniau       |       | UNR-UDT |

## Résultats

### Résultats à l'échelle du département
| Parti          | Parti                                          | Premier tour | Premier tour | Second tour | Second tour | Sièges |
| Parti          | Parti                                          | Voix         | %            | Voix        | %           | Sièges |
| -------------- | ---------------------------------------------- | ------------ | ------------ | ----------- | ----------- | ------ |
|                | Union pour la nouvelle République (UDT)        | 66 529       | 43,54        | 63 791      | 52,80       | 4      |
|                | Modérés                                        | 9 005        | 5,86         | Retrait     | Retrait     | 0      |
|                | Majorité présidentielle                        | 75 534       | 49,43        | 63 791      | 52,80       | 4      |
|                |                                                |              |              |             |             |        |
|                | Mouvement républicain populaire                | 16 965       | 11,10        | 9 501       | 7,86        | 0      |
|                | Centre national des indépendants et paysans    | 3 594        | 2,35         | Retrait     | Retrait     | 0      |
|                | Centre démocratique                            | 20 559       | 13,45        | 9 501       | 7,86        | 0      |
|                |                                                |              |              |             |             |        |
|                | Parti communiste français                      | 29 382       | 19,23        | 14 518      | 12,02       | 0      |
|                | Parti radical                                  | 14 078       | 9,21         | 33 005      | 27,32       | 0      |
|                | Section française de l'Internationale ouvrière | 13 250       | 8,67         | Retrait     | Retrait     | 0      |
|                |                                                |              |              |             |             |        |
| Inscrits       | Inscrits                                       | 232 636      | 100,00       | 174 507     | 100,00      | 4      |
| Abstentions    | Abstentions                                    | 73 626       | 31,65        | 48 751      | 27,94       |        |
| Votants        | Votants                                        | 159 010      | 68,35        | 125 756     | 72,06       |        |
| Blancs et nuls | Blancs et nuls                                 | 6 207        | 3,9          | 4 941       | 3,93        |        |
| Exprimés       | Exprimés                                       | 152 803      | 96,1         | 120 815     | 96,07       |        |

### Résultats par circonscription

#### Première circonscription (Orléans-Est)
| Candidat       | Candidat                      | Parti          | Premier tour | Premier tour | Second tour | Second tour |  |
| Candidat       | Candidat                      | Parti          | Voix         | %            | Voix        | %           |  |
| -------------- | ----------------------------- | -------------- | ------------ | ------------ | ----------- | ----------- |  |
|                | Henri Duvillard sortant réélu | UNR-UDT        | 17 729       | 46,22        | 24 430      | 62,14       |  |
|                | Paul Hatton                   | PCF            | 5 725        | 14,93        | Retrait     | Retrait     |  |
|                | Jean Grosbois                 | Radsoc         | 3 992        | 10,41        | 14 883      | 37,86       |  |
|                | Bernard Philardeau            | MRP            | 3 963        | 10,33        | Retrait     | Retrait     |  |
|                | Pierre Thibault               | SFIO           | 3 835        | 10           | Retrait     | Retrait     |  |
|                | Lucien Auvray                 | Modérés        | 3 110        | 8,11         | Retrait     | Retrait     |  |
|                |                               |                |              |              |             |             |  |
| Inscrits       | Inscrits                      | Inscrits       | 57 142       | 100,00       | 57 118      | 100,00      |  |
| Abstentions    | Abstentions                   | Abstentions    | 17 328       | 30,32        | 15 899      | 27,84       |  |
| Votants        | Votants                       | Votants        | 39 814       | 69,68        | 41 219      | 72,16       |  |
| Blancs et nuls | Blancs et nuls                | Blancs et nuls | 1 460        | 3,67         | 1 906       | 4,62        |  |
| Exprimés       | Exprimés                      | Exprimés       | 38 354       | 96,33        | 39 313      | 95,38       |  |

#### Deuxième circonscription (Orléans-Ouest)
| Candidat       | Candidat               | Parti          | Premier tour | Premier tour | Second tour | Second tour |  |
| Candidat       | Candidat               | Parti          | Voix         | %            | Voix        | %           |  |
| -------------- | ---------------------- | -------------- | ------------ | ------------ | ----------- | ----------- |  |
|                | Louis Sallé élu        | UNR-UDT        | 13 745       | 34,78        | 20 348      | 47,44       |  |
|                | Pierre Gabelle sortant | MRP            | 8 646        | 21,88        | 9 501       | 22,15       |  |
|                | André Chène            | PCF            | 8 382        | 21,21        | 13 043      | 30,41       |  |
|                | Robert Moreau          | SFIO           | 5 156        | 13,05        | Retrait     | Retrait     |  |
|                | Fred Leblanc           | CNIP           | 3 594        | 9,09         | Retrait     | Retrait     |  |
|                |                        |                |              |              |             |             |  |
| Inscrits       | Inscrits               | Inscrits       | 58 510       | 100,00       | 58 484      | 100,00      |  |
| Abstentions    | Abstentions            | Abstentions    | 17 503       | 29,91        | 14 190      | 24,26       |  |
| Votants        | Votants                | Votants        | 41 007       | 70,09        | 44 294      | 75,74       |  |
| Blancs et nuls | Blancs et nuls         | Blancs et nuls | 1 484        | 3,62         | 1 402       | 3,17        |  |
| Exprimés       | Exprimés               | Exprimés       | 39 523       | 96,38        | 42 892      | 96,83       |  |

#### Troisième circonscription (Pithiviers)
|                | Pierre Charié sortant réélu | UNR-UDT        | 21 352 | 55,11  |  |  |  |
|                | Kléber Rieau                | PCF            | 7 139  | 18,43  |  |  |  |
|                | Jean Delaplanche            | Modérés        | 5 895  | 15,22  |  |  |  |
|                | Bernard Pilloy              | MRP            | 4 356  | 11,24  |  |  |  |
|                |                             |                |        |        |  |  |  |
| Inscrits       | Inscrits                    | Inscrits       | 58 077 | 100,00 |  |  |  |
| Abstentions    | Abstentions                 | Abstentions    | 17 618 | 30,34  |  |  |  |
| Votants        | Votants                     | Votants        | 40 459 | 69,66  |  |  |  |
| Blancs et nuls | Blancs et nuls              | Blancs et nuls | 1 717  | 4,24   |  |  |  |
| Exprimés       | Exprimés                    | Exprimés       | 38 742 | 95,76  |  |  |  |

#### Quatrième circonscription (Montargis - Gien)
| Candidat       | Candidat                | Parti          | Premier tour | Premier tour | Second tour | Second tour |  |
| Candidat       | Candidat                | Parti          | Voix         | %            | Voix        | %           |  |
| -------------- | ----------------------- | -------------- | ------------ | ------------ | ----------- | ----------- |  |
|                | Xavier Deniau élu       | UNR-UDT        | 13 703       | 37,87        | 19 013      | 49,24       |  |
|                | Robert Szigeti sortant  | Rad            | 10 086       | 27,87        | 18 122      | 46,94       |  |
|                | Christian Bernu         | PCF            | 8 136        | 22,49        | 1 475       | 3,82        |  |
|                | Yves Goëau-Brissonnière | SFIO           | 4 259        | 11,77        | Retrait     | Retrait     |  |
|                |                         |                |              |              |             |             |  |
| Inscrits       | Inscrits                | Inscrits       | 58 907       | 100,00       | 58 905      | 100,00      |  |
| Abstentions    | Abstentions             | Abstentions    | 21 177       | 35,95        | 18 662      | 31,68       |  |
| Votants        | Votants                 | Votants        | 37 730       | 64,05        | 40 243      | 68,32       |  |
| Blancs et nuls | Blancs et nuls          | Blancs et nuls | 1 546        | 4,1          | 1 633       | 4,06        |  |
| Exprimés       | Exprimés                | Exprimés       | 36 184       | 95,9         | 38 610      | 95,94       |  |